# Krzysztof Zorski
Krzysztof Zorski (ur. 11 listopada 1955  w Warszawie, zm. 12 maja 2017 tamże) – polski dziennikarz i działacz sportowy, wieloletni sekretarz redakcji Przeglądu Sportowego.

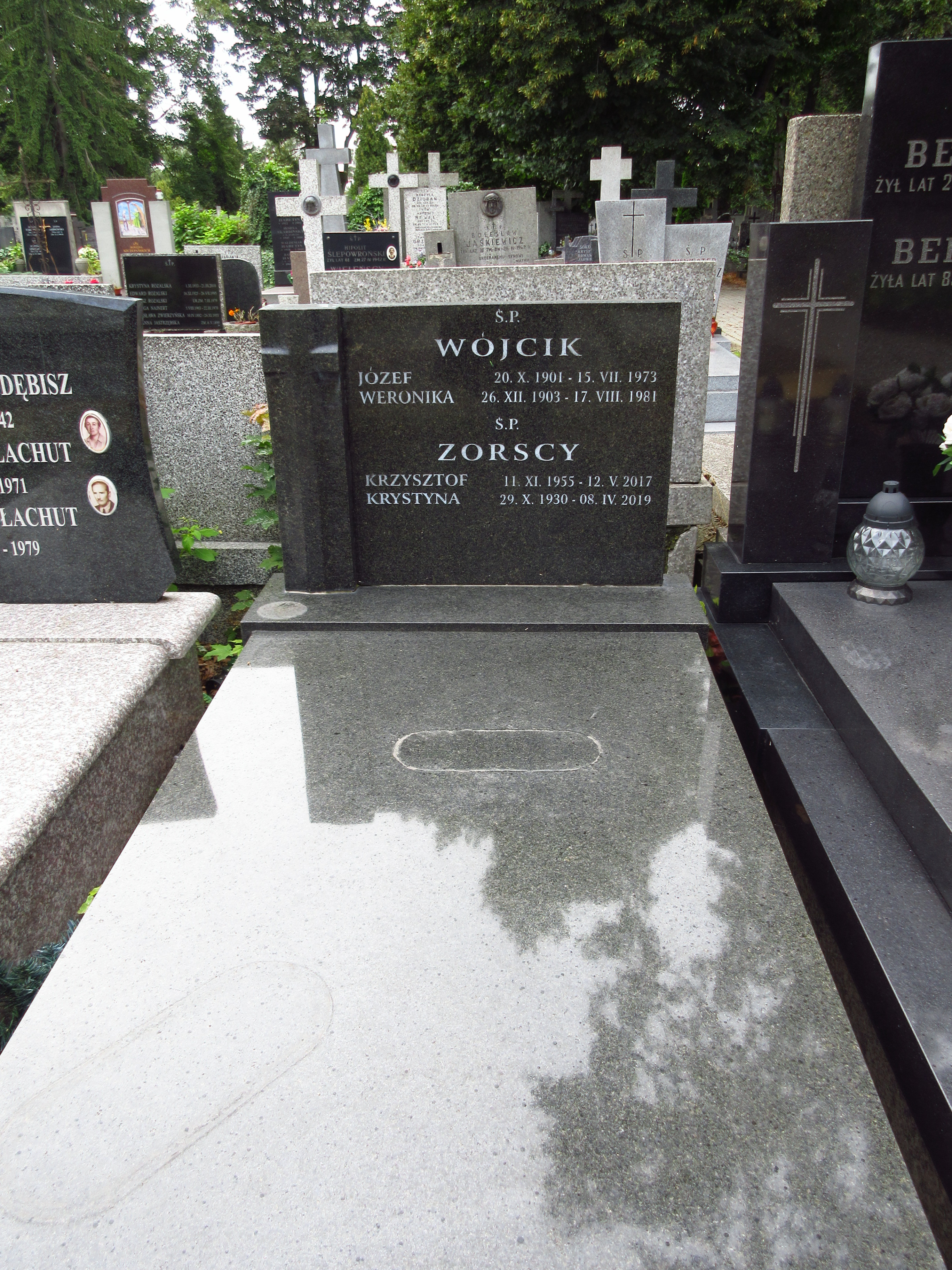
Grób Krzysztofa Zorskiego na Cmentarzu Bródnowskim.

Był absolwentem prawa na Uniwersytecie Warszawskim. Niemal całe swoje zawodowe życie spędził w Przeglądzie, jednak po kryzysie tego pisma w końcu lat 90. został jednym z twórców Wirtualnej Polski, dokładniej szefem działu sportowego. Następnie pracował m.in. w "Vivie Futbol" i "Kurierze Warszawskim". Był również felietonistą w wielu pismach, m.in. w "Passie". Był również szefem działu sportowego w Życiu kierowanym przez Tomasza Wołka. Współautor serii "100 największych polskich meczów", która ukazała się na łamach Przeglądu Sportowego.
Syn polskiego profesora fizyki Henryka Zorskiego.
Zmarł 12 maja 2017 w Warszawie. Pochowany na Cmentarzu Bródnowskim (kwatera 77B-1-2).